# Bernau am Chiemsee
Bernau am Chiemsee är en kommun och ort i Landkreis Rosenheim i Regierungsbezirk Oberbayern i förbundslandet Bayern i Tyskland.  Bernau, som är en luftkurort, har cirka 7 000 invånare.